# Olli Juolevi
Olli Juolevi (* 5. května 1998 Helsinky) je profesionální finský hokejový obránce momentálně působící v týmu Tappara ve finské nejvyšší lize. Dne 24. června 2016 byl draftován již v prvním kole draftu 2016 jako 5. celkově týmem Vancouver Canucks.
S finskou reprezentací do 20 let dobyl na domácím šampionátu juniorů v Helsinkách v roce 2016 titul mistrů světa. Na turnaji posbíral celkem 9 kanadských bodů, když všechny získal asistencemi na branky svých spoluhráčů. Direktoriátem turnaje byl vybrán do All star týmu turnaje.

## Statistiky

### Klubové statistiky
| Sezóna        | Klub               | Soutěž        |    | Základní část | Základní část | Základní část | Základní část | Základní část |   | Play off | Play off | Play off | Play off | Play off |
| Sezóna        | Klub               | Soutěž        | Z  | G             | A             | B             | TM            | Z             | G | A        | B        | TM       |          |          |
| 2015–16       | London Knights     | OHL           | 57 | 9             | 33            | 42            | 16            | 18            | 3 | 11       | 14       | 4        |          |          |
| 2016–17       | London Knights     | OHL           | 58 | 10            | 32            | 42            | 36            | 14            | 3 | 5        | 8        | 8        |          |          |
| 2017–18       | TPS                | Liiga         | 38 | 7             | 12            | 19            | 14            | 11            | 2 | 5        | 7        | 0        |          |          |
| 2018–19       | Utica Comets       | AHL           | 18 | 1             | 12            | 13            | 2             | —             | — | —        | —        | —        |          |          |
| 2019–20       | Utica Comets       | AHL           | 45 | 2             | 23            | 25            | 24            | —             | — | —        | —        | —        |          |          |
| 2019–20       | Vancouver Canucks  | NHL           | —  | —             | —             | —             | —             | 1             | 0 | 0        | 0        | 0        |          |          |
| 2020–21       | Vancouver Canucks  | NHL           | 23 | 2             | 1             | 3             | 0             | —             | — | —        | —        | —        |          |          |
| 2021–22       | Charlotte Checkers | AHL           | 3  | 0             | 1             | 1             | 2             | —             | — | —        | —        | —        |          |          |
| 2021–22       | Florida Panthers   | NHL           | 10 | 0             | 0             | 0             | 2             | —             | — | —        | —        | —        |          |          |
| 2021–22       | Detroit Red Wings  | NHL           | 8  | 0             | 0             | 0             | 4             | —             | — | —        | —        | —        |          |          |
| 2022–23       | San Diego Gulls    | AHL           | 38 | 1             | 13            | 14            | 22            | —             | — | —        | —        | —        |          |          |
| 2023–24       | Timrå IK           | SHL           | 9  | 1             | 0             | 1             | 0             | —             | — | —        | —        | —        |          |          |
| 2023–24       | Tappara            | Liiga         | 40 | 2             | 4             | 6             | 6             | 16            | 2 | 4        | 6        | 8        |          |          |
| 2024–25       | Tappara            | Liiga         | 9  | 1             | 2             | 3             | 0             | 9             | 1 | 1        | 2        | 6        |          |          |
| Liiga celkově | Liiga celkově      | Liiga celkově | 87 | 10            | 18            | 28            | 20            | 36            | 5 | 10       | 15       | 14       |          |          |
| NHL celkově   | NHL celkově        | NHL celkově   | 41 | 2             | 1             | 3             | 6             | 1             | 0 | 0        | 0        | 0        |          |          |

### Reprezentační statistiky
| Rok           | Tým           | Soutěž        | Z  | G | A  | B  | TM |
| ------------- | ------------- | ------------- | -- | - | -- | -- | -- |
| 2014          | Finsko 18     | HGC           | 4  | 0 | 1  | 1  | 4  |
| 2016          | Finsko 20     | MSJ           | 7  | 0 | 9  | 9  | 4  |
| 2017          | Finsko 20     | MSJ           | 6  | 0 | 2  | 2  | 0  |
| 2018          | Finsko 20     | MSJ           | 5  | 1 | 3  | 4  | 0  |
| Junior totals | Junior totals | Junior totals | 22 | 1 | 15 | 16 | 8  |

### Ocenění a úspěchy
| Ocenění                             | Sezóna / Rok |
| ----------------------------------- | ------------ |
| Mezinárodní                         |              |
| MSJ (zisk zlaté medaile)            | 2016         |
| All-Star Tým MSJ 2016 (podle médií) | 2016         |

#### Profily
- Olli Juolevi – statistiky na Hockeydb.com (anglicky)
- Olli Juolevi – statistiky na Elite Prospects (anglicky)
- Olli Juolevi – statistiky na NHL.com

| Předchůdce         | Olli Juolevi                                    | Nástupce |
| Brock Boeser (USA) | Výběr v prvních kolech Vancouverem Canucks 2016 | –        |